# Hoher Knechtsand
Hoher Knechtsand ist ein Hochsand im Zentrum der Knechtsände, eines ausgedehnten Sandbankgebiets vor der Weser- und Elbmündung im östlichen niedersächsischen Wattenmeer. Er liegt zwischen der etwa 16 km südwestlich gelegenen Insel Mellum und der 11 km nordöstlich gelegenen Insel Neuwerk.